# Parco nazionale di Bandipur
Il parco nazionale di Bandipur (in kannada ಬಂಡೀಪುರ ರಾಷ್ಟ್ರೀಯ ಉದ್ಯಾನವನ) è un parco nazionale dell'India meridionale situato nel distretto di Chamarajanagar, nello stato del Karnataka.
Copre un'area di 874 km² e confina a nord con il parco nazionale di Nagarhole, di circa 640 km², e a sud con la riserva naturale di Mudumalai, di circa 320 km². Le tre riserve, insieme alla riserva naturale di Wynad, formano il più grande complesso di aree protette dell'India meridionale.
L'area è protetta dal 1898, venne dichiarata parco nazionale nel 1941 e nel 1973 venne posta sotto protezione speciale, divenendo una delle 28 «riserve delle tigri» del paese.

## Flora
Il paesaggio del parco è vario e comprende catene collinari, falesie, dolcii pendii e altopiani. Nel nord-ovest scorre il fiume Kabini, un affluente del Kaveri. La vegetazione è costituita principalmente da boschi aperti e radure. Qui crescono alberi di teak (Tectona grandis), palissandro (Dalbergia latifolia), sandalo (Santalum album), Terminalia tomentosa e Pterocarpus marsupium, dai quali si ricavano prodotti usati, tra l'altro, nella medicina ayurvedica.

## Fauna
Bandipur ospita una notevole varietà di grandi mammiferi. Tigri del Bengala, leopardi indiani, iene striate, orsi labiati e cuon sono i principali predatori del parco, in cui vivono anche popolazioni stabili di elefante asiatico e gaur. Altri ungulati presenti sono l'antilope quadricorne, il sambar, il cervo pomellato, il muntjak, il tragulo macchiato indiano e il cinghiale. Numerose specie di uccelli popolano il parco, tra cui alcuni rapaci, come l'aquila del Bonelli.

## Galleria d'immagini

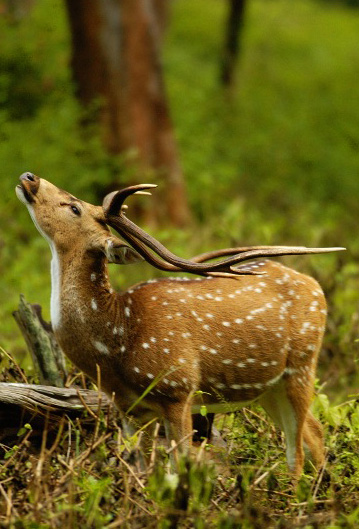
Cervo pomellato
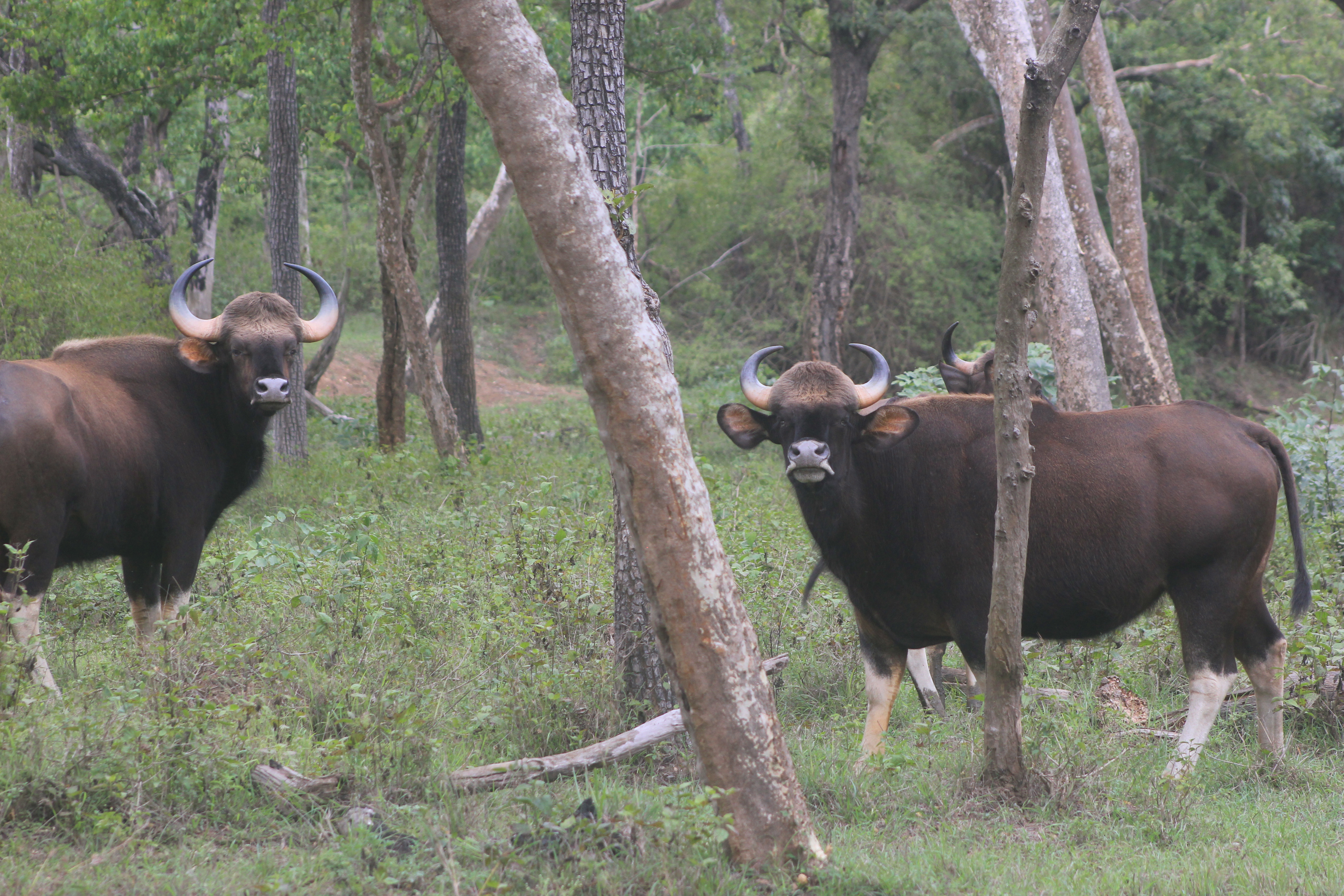
Gaur
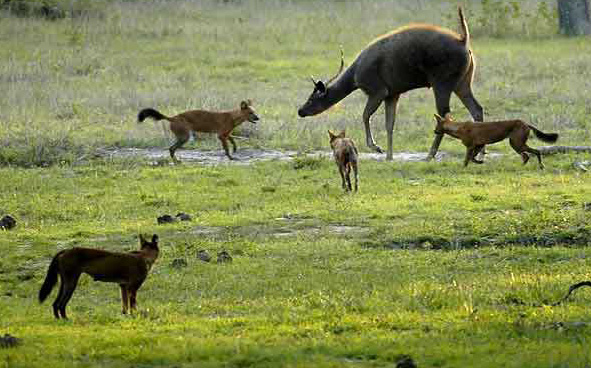
Cuon che attaccano un sambar
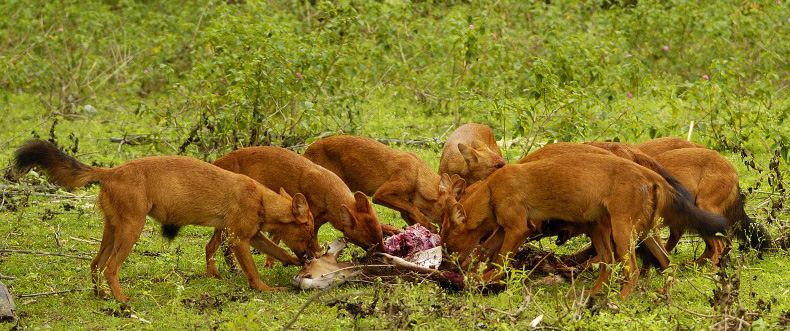
Cuon che divorano un cervo pomellato
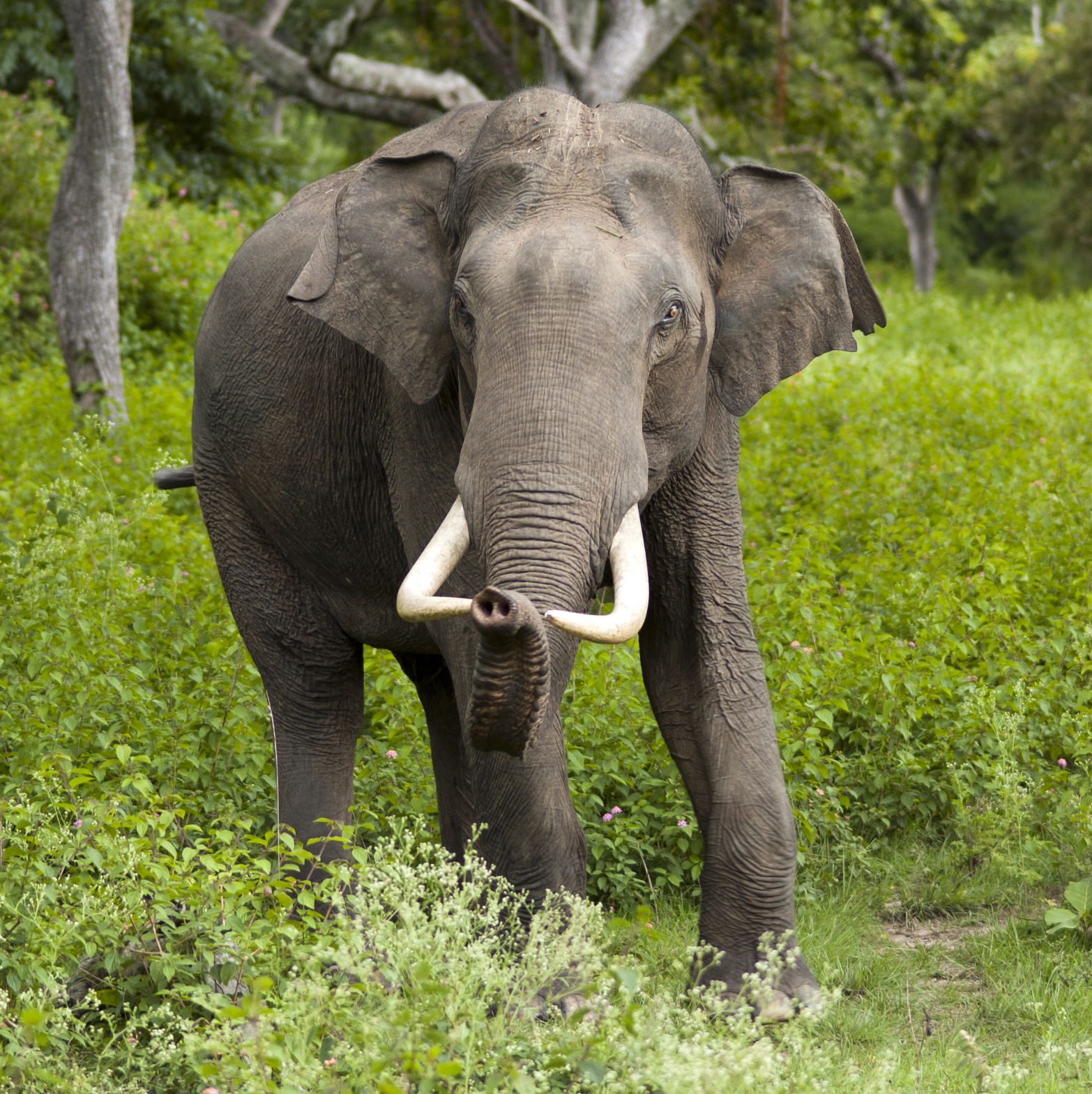
Elefante asiatico
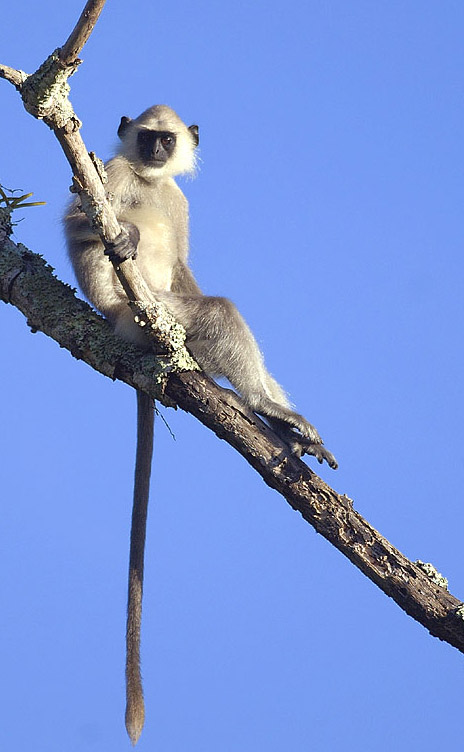
Entello
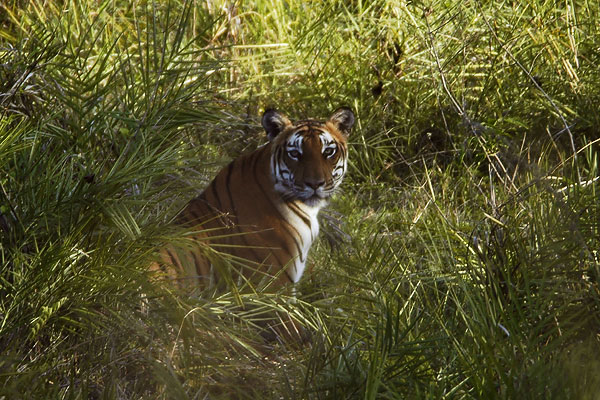
Tigre
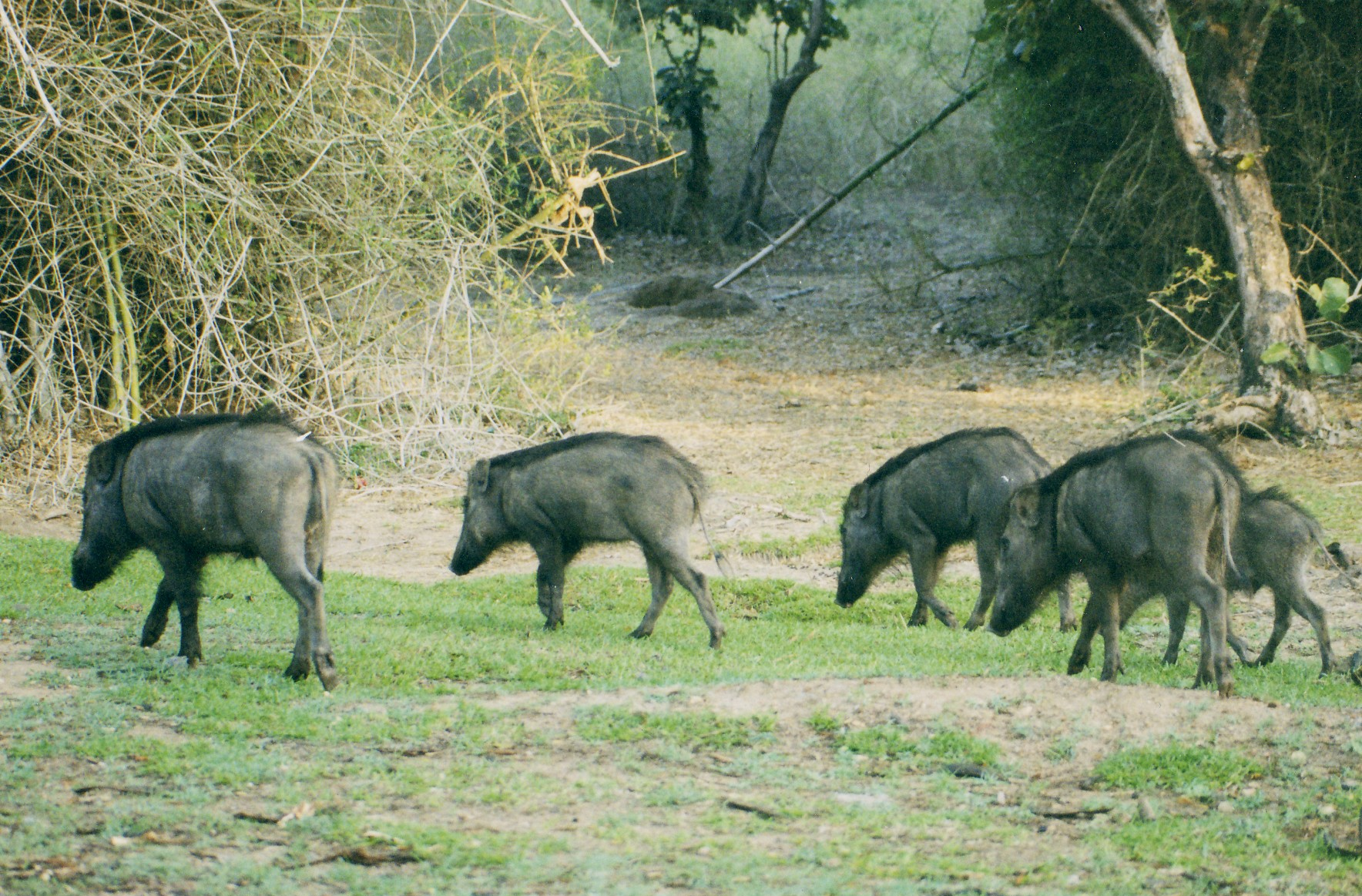
Cinghiali
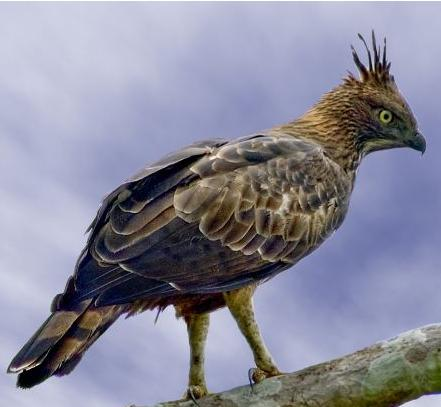
Aquila dal ciuffo variabile